# Fearless Freddie
Fearless Freddie este un personaj de desene animate creat de Pat Sullivan pentru Pat Sullivan Studios în 1917. Acesta apare într-un singur film.

## Filmografie
| Nr. | Titlu                               | Regia        | Data premierei    | Observații |
| --- | ----------------------------------- | ------------ | ----------------- | ---------- |
| 1   | Fearless Freddie in the Woolly West | Pat Sullivan | 11 februarie 1917 |            |